# Сімейна психологія
Сіме́йна психоло́гія; Психоло́гія сім'ї́  — розділ психологічної науки, який вивчає сутність та еволюцію подружньо-сімейних відносин, особливості їх виникнення, становлення, стабілізацію і розпад, що описує характеристики сім'ї в історичному, соціально-психологічному та індивідуально-психологічному контекстах, розглядаючи емоційну і функціональну специфіку стосунків між членами сім'ї. До предметної сфери сімейної психології відноситься і питання сексуальних стосунків в середині сім'ї, тобто розглядається вплив сексуальних ролей партнерів на їх взаємостосунки.
Шлюб і сім'я стали предметом вивчення спеціалістів з 1960-1970 років. Спочатку сім'я вивчалася в зв'язку з профілактикою психічних захворювань або ж нехваткою сімейного виховання. Пізніше сімейна психологія почала вивчати історію і еволюцію форм шлюбу, готовність молоді до створення сім'ї, життєві цикли сім'ї, взаємостосунки між подружжям, взаємостосунки дітей з батьками, відношення сім'ї з суспільством тощо.

## Історія становлення
Свій початок сімейна психологія бере з давніх текстів, які описують сім'ю в міфологічному аспекті. Далі продовжується в роздумах філософів, насамперед в філософській мудрості Платона, Арістотеля, Плутарха і тд. На зміну філософським приходять етнографічні та історичні дослідження про походження і розвиток сім'ї. 
Сучасна класифікація загальнонаукових напрямів у вивченні сімейної проблематики:
- еволюційний напрямок

Основні положення за П. О. Сорокіним:
- майже у всіх народів рахунок рідства по матері передував рахунку роду по батьку;
- на першому етапі статевих стосунків переважає широка свобода шлюбних сексуальних зв'язків;
- основою для еволюції шлюбу слугувало поступове обмеження свободи статевого життя;
- еволюція шлюбу ґрунтувалася в переході від групового шлюбу до моногамного.
Найбільший внесок в реконструкцію сімейних стосунків зробив швейцарських історик Й. Я. Баховен та шотландський юрист Дж. Ф. Мак- Леннан. Баховен розробив концепцію гетеризму, через яку пройшли усі народи в напрямку моногамної сім'ї, яка основана на материнському праві та високому статусу жінки в суспільстві. Ідея матріархату та історичного розвитку сім'ї знайшла підтримку у Дж. Леббока, Й. Колера, М. Ковалевського, Л. Штернберга, Л. Моргана, Ф. Енгельса. 
Цей напрямок бере свій початок з теорії першості проміскуїтету, який змінювався екзогамним материнським родом. Пізніше теорія екзогамного роду поповнилася ідеєю про дуально-родову організацію, яка виникла внаслідок з'єднання двох матріархальних екзогамних племен. Вважалося, що рід складався з двох половин, в кожній чоловіки та жінки не могли вступати в шлюб один з одним, а об'єднувалися з чоловіками та жінками з другої половини роду. 
Згідно з еволюційним напрямком, сімейні стосунки розвивалися в прогресивному напрямі і підкреслюється їх соціальна обумовленість та історична визначеність.
- функціональний напрямок

Засновник функціонального напрямку Е. Дюркгейм сконцентрував увагу на механізмах згуртованості сім'ї, ролі кожного члена родини, на взаємнопов'язаності розлучень і самогубств.
Згідно з функціональним напрямком, сімейні стосунки походять від образу життя сім'ї і сімейного статуту, обумовлені соціокультурними функціями сім'ї і будуються на системі соціокультурних ролей, які пов'язані зі шлюбом, рідством та батьківством. Функціоналізм визнає шлюбні стосунки лише після народження дитини.
В функціональному напрямку значну увагу приділяли аналізу історичного переходу сімейних функцій до інших соціальних інститутів. З іменем В. Огберна вперше пов'язують встановлення феномену переходу від сім'ї, що ґрунтується на дотриманні соціокультурних приписів, до сім'ї, в основі якої лежать міжособистісні переваги, тобто перехід від "сім'ї-інституту" до "сім'ї-партнерства".
- етологічний напрямок
- емпіричний напрямок
- науковий напрямок

## Зв'язок з суміжними науками
Сім'я як мала група, як система емоційних стосунків, як соціальний інститут вивчається і в соціальній психології, і в психології особистості, і в соціології. Стосунки між батьками та дітьми, стилі виховання, розвиток дитини в сім'ї є предметом вивчення вікової та педагогічної психології. Сімейні конфлікти детально вивчаються конфліктологією. Порушення функціонування сім'ї як причина психічної травми, паталогізація сімейних ролей цікавлять клінічну психологію та психотерапію.
Отже, сімейна психологія тісно пов'язана з іншими психологічними дисциплінами, але не зважаючи на спільні інтереси у вивченні сім'ї, виділяються і її вирізняльні ознаки.
Якщо соціологи та соціальні психологи вивчають групи, то сімейні психологи цікавляться індивідами, які входять в таке цілісне та унікальне утворення, як сім'я. На відміну від клінічних психологів, сімейні займаються вивченням і нормальних та благополучних сімей. Відмінною рисою від вікової і педагогічної психології є те, що зусилля сімейних психологів направленні на сімейний контекст розвитку і виховання особистості.